# ルーカス・デ・バルデス
ルーカス・グレゴリオ・デ・バルデス・カラスキリャ （Lucas Gregorio de Valdés Carasquilla、1661年3月 - 1725年2月23日）は、スペインの画家、版画家である。

## 略歴
セビリアで生まれた。有名な画家、フアン・デ・バルデス・レアル(1622-1690)とイザベラ・カラスキリャ(Isabella Carasquilla)の間の子供で、名前のルーカスは画家の守護聖人、聖ルカに因んでいる。兄弟のフアンとルイザらも版画家になった
。
子供のころから版画家として働き、11歳の1671年に制作したとされる作品が残されている。父親が亡くなる1690年まで父親とともに、セビリアの司祭のために作られた建物(Hospital de los Venerables)の装飾画を描くなどの仕事をした。1682年に家族の友人の彫刻家、フランシスコ・ディオニシオ・デ・リバス(Francisco Dionisio de Ribas: 1616-1679)が遺した娘と結婚した。
父親が亡くなった後、もう一人のセビリアを代表する画家バルトロメ・エステバン・ムリーリョ(1617-1682)からも影響を受けて、父親のスタイルを離れていったとされる。セビリアのサン・クレメンテ王立修道院（Monasterio de San Clemente）やサン・パブロ・エル・レアル修道院(convento de San Pablo el Real)の教会、サンタ・マリア・マグダレナ教会(Iglesia de Santa María Magdalena)の装飾画を描いた。
1719年に理由は不明であるが、カディスに移り、海軍の学校で数学の教師として働き始め、その以降、作品は少なくなった。カディスで亡くなった。

## 作品

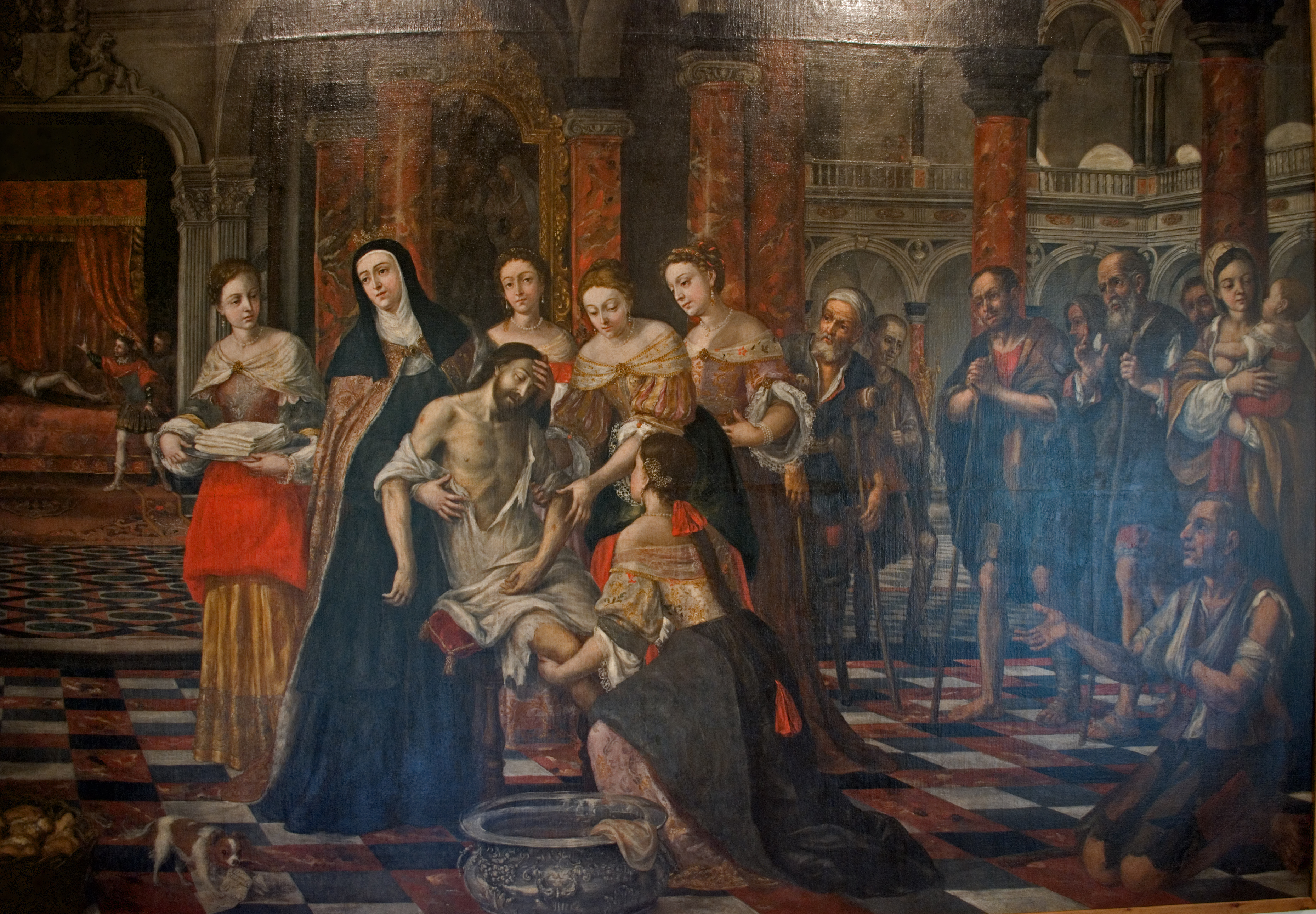
病人を癒すハンガリー王女エルジェーベト セビーリャ美術館蔵
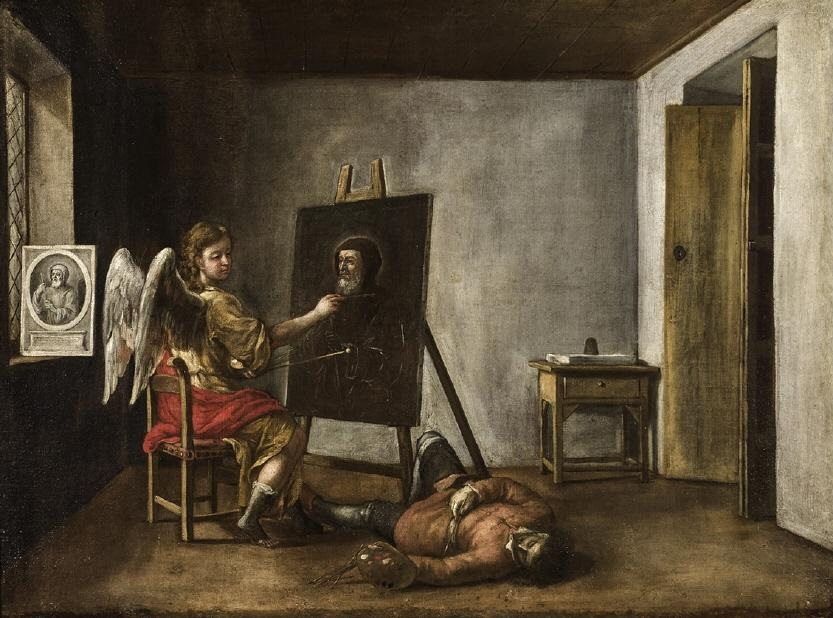
"Retrato milagroso de San Francisco de Paula" セビーリャ美術館蔵
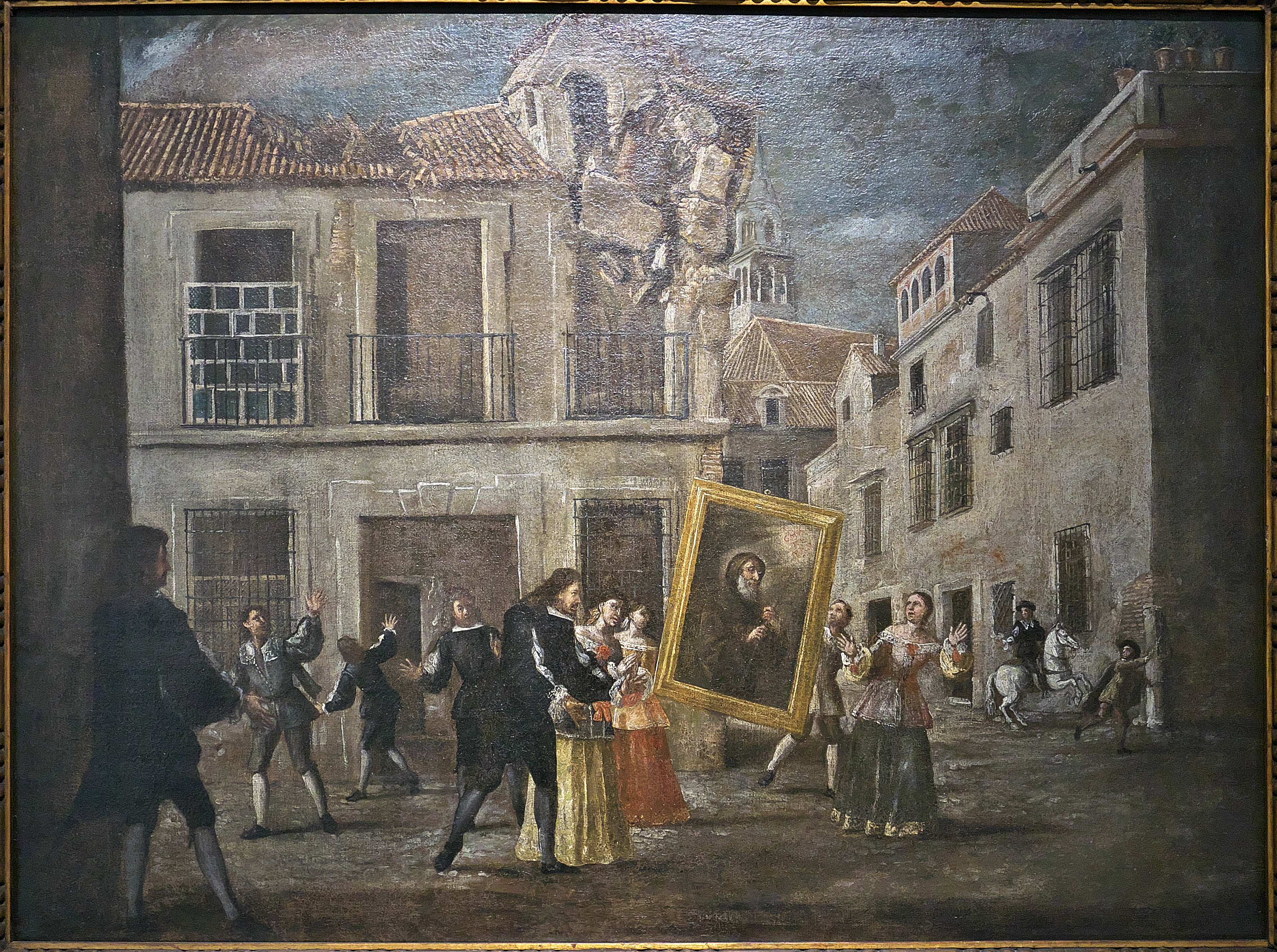
Convento de los Mínimos de San Francisco de Paulaのために描かれた装飾画 セビーリャ美術館蔵